# Sósd

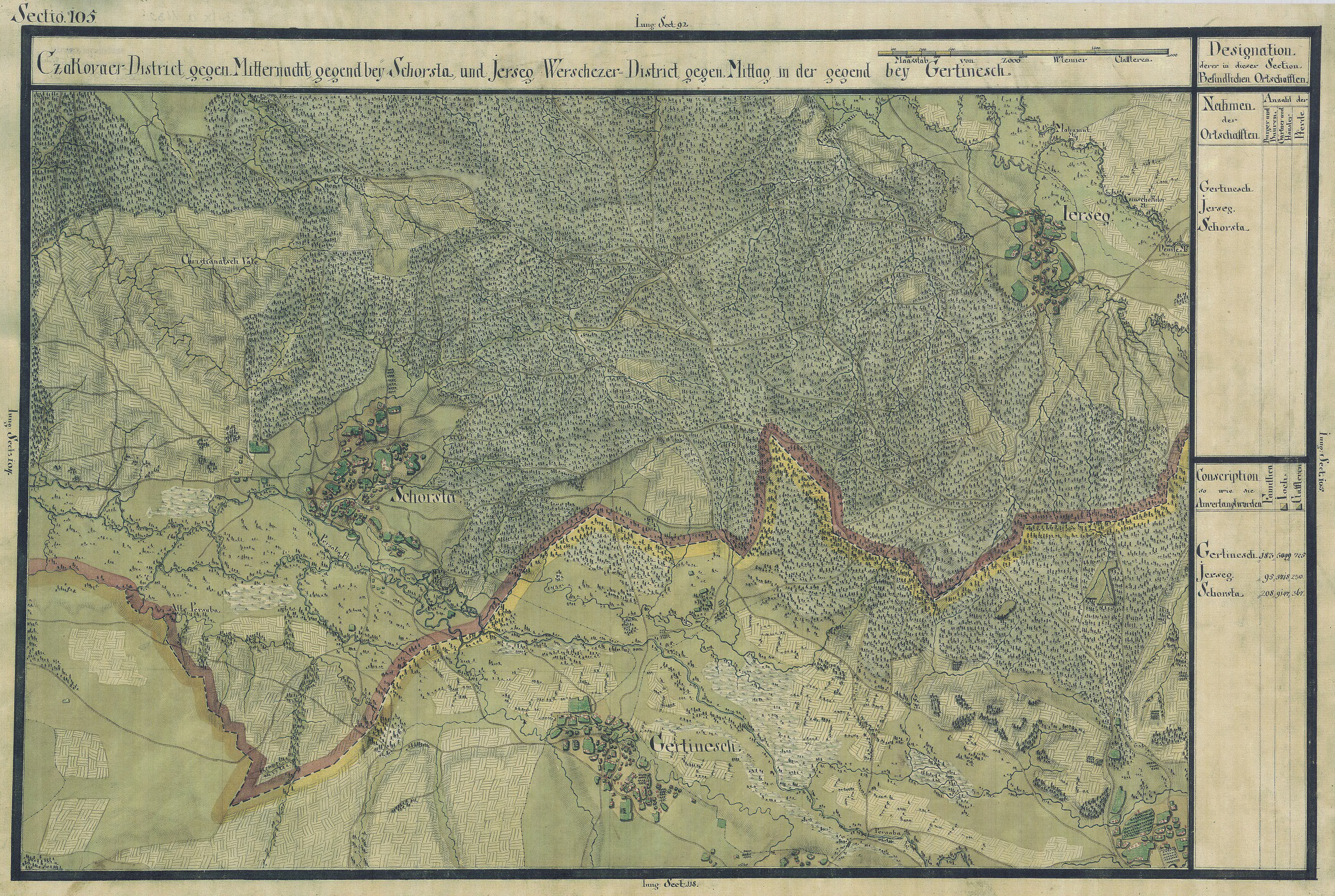

Sósd románul: Șoșdea, falu Romániában, a Bánságban, Krassó-Szörény megyében.

## Nevének eredete
Sósd nevét 1343-ban említette először oklevél kenezius de Sosd alakban. 1387-ben p. Sasd, 1387-ben v. Sasd, 1404-ben p. Sasdy, 1424-ben Saasd, 1690-1700 között Sosda, 1717-ben Sosdia, 1808-ban Sósdia, 1888-ban Sosdia, 1913-ban Sósd néven említették.

## Fekvése
Dettától északkeletre, a Berzava jobb partján fekvő település.

## Története
Sásdot a 14. és a 15. században hol Temes, hol pedig Krassó vármegyéhez számították. 1369-ből ismert birtokosainak neve is. Ekkor Sósdi Hunfi András és János, valamint Sasdi vagy Sósdi Péter birtoka volt. 1449-ben-ben Tornyallyai Liptai Jánosé és Nagy Simoné volt, akik ekkor zálogba vetették Helembai Sandrinnak Nagy-Sasddal és Felső-Sasddal együtt: „medietatem p-is Naghsasd, Felsesasd et utriusque poss. Sasd et predii Ewlywes penes fl-m Borsa”
Az 1690-1700 közötti Marsigli-féle helységjegyzék szerint a bokcsai kerület helysége volt és Szörény vármegyéhez tartozott. 1717-ben az összeírásban Schoschda néven fordult elő, 100 házzal. Gróf Mercy térképe pedig Soseda alakban említette.
1839-ben Asztry Zsimond vásárolta meg a kincstártól, akitől fia György örökölte, majd tőle 1846-ban a Lo-Presti család vette meg. 1851-ben Fényes Elek írta a településről: „Sósdia, oláh falu, Temes vmegyében, Temesvárhoz délre 4 órányira, dombos vidéken, a Berzava vize mellett, 1153 óhitű lakossal, s anyaegyházzal. Határa 7184 1/2 hold, melyből úrbéri szántó 1895 hold, rét 683 1/2 hold, szőlő 104 hold, majorsági szántó 1600 hold, és erdő 2600 hold. Fekete agyagos földe termékeny s főleg búzát, zabot, kukoricát és repcét terem. Nevezetes, hogy az itteni erdőben Szalonkák nagy mennyiségben találtatnak. Birja báró Lopresti Josepha.”
1879-ben báró Lo-Presti Árpádné gróf Bethlen Jozefáé lett örökség útján, aki azonban az erdőrészt 1880-ban az Erdősi Bayersdorf családnak adta el, a többit pedig később Fürth Mihálynak és fiának. A 20. század elején Juhász Ferenc, Schäffer Dezső, Tamási Bálint és Koponyi Vilmos volt itt a nagyobb birtokos.
A trianoni békeszerződés előtt Temes vármegye Dettai járásához tartozott.
1910-ben 1793 lakosából 1156 román, 426 német, 209 magyar volt. Ebből 1235 görög keleti ortodox, 356 evangélikus, 160 római katolikus volt.
A középkorban Sósd mellett feküdt Ölyves-puszta is, melyet egy 1449. évi oklevél szerint Tornallyay János és Nagy Simon, nőrokonaikkal együtt, szintén Helembai Sandrinnak zálogosítottak el.